# Fermín Cabanillas
Fermín Cabanillas Serrano (Zalamea la Real, Huelva, 6 de enero de 1970) es un periodista, escritor y locutor de radio español, autor de Diario de un hiperinmune confinado (2020) y coautor de Kabul: Huir para vivir (2022).

## Biografía
Fermín nació en Zalamea la Real en 1970. Ha sido locutor de radio en SER Costa de la Luz y Radiolé, en esta última también como consejero, así como redactor habitual como periodista en AION Sur, EFE, el diario.es Andalucía, El Correoweb, Huelva Buenas Noticias y Sevilla Buenas Noticias
En 2018 publicó su libro La sonrisa del Caribe sobre la historia del personaje Lotoman del director de cine Archie López. La presentación tuvo  durante la 44.ª edición del Festival de Cine Iberoamericano de Huelva y la a introducción del libro fue escrita por Antonio Saura, vicepresidente de la Academia de Cine Europeo.
En noviembre de 2018 fue galardonado como Periodista de buena tinta por el Colegio Profesional de Periodistas de Andalucía, en su demarcación de Huelva, por facilitar el intercambio de información entre compañeros y facilitar la cobertura del Incendio forestal de Doñana de 2017.
En 2019 formó parte del jurado del Festival de Cine Global Dominicano, en la sección de Ópera Prima Ficción. A finales de ese año participó como coautor junto a otros veintinueve escritores en el proyecto de libro encadenado 7: la odisea de los títeres, cuyos derechos fueron donados a la asociación Aspromin. La metodología empleada fue encadenar fragmentos consecutivos elaborados por los autores, de forma que tras añadir el fragmento correspondiente, un autor lo entregaba al siguiente dejando la historia abierta.
En verano de 2020 fue diagnosticado positivo de la enfermedad COVID-19, por lo que hubo de mantener cuarentena domiciliaria durante dos semanas. Tras unos análisis de sangre descubrió que había desarrollado un plasma hiperinmune a la enfermedad y que este podía ser usado para paliar los efectos de la enfermedad en otras personas e incluso salvarles la vida. plasma salva vidas. Comenzó a buscar y divulgar información sobre el plasma hiperinmune y sus usos contra la COVID-19 en un momento en el que aún no se habían aprobado las primeras vacunas contra la misma, al tiempo que preparó la publicación de un libro sobre su confinamiento que a su vez recaudara fondos para la AEPMI (Asociación de enfermos de patología mitocondrial). A pesar de su fobia a las agujas, Fermín realizó sucesivas donaciones de plasma y animó a otras personas a donar si se les detectaba plasma hiperinmune en una campaña que tuvo repercusión nacional.
El noviembre de 2020 publicó el libro Diario de un hiperinmune confinado, que fue bien recibido y además destinaba parte de los beneficios a la AEPMI (Asociación de enfermos de patologías mitocondriales). El libro, publicado por Pábilo Editorial, fue presentado en diversas localidades del sur de España y ante diversas autoridades, entre ellas en la Diputación de Sevilla. La iniciativa del libro, junto a otras campañas de información, provocó un aumento de las donaciones de plasma en los meses siguientes. En septiembre de 2021 participó en la Feria del Libro de Madrid y un mes después en la de Sevilla, en las que firmó ejemplares del libro. 
En julio de 2021, Fermín participó como docente en el curso Una mirada crítica al tratamiento informativo de la pandemia de la Covid-19, de la Universidad Internacional de Andalucía, que tuvo como objetivo analizar la cobertura mediática de la pandemia de esta enfermedad.
En noviembre de 2021 presentó la publicación del libro Hugo Millán, la leyenda: Para seguir viviendo sobre la vida del joven piloto de motociclismo onubense Hugo Millán, fallecido a los catorce años de edad en un accidente durante una prueba de la European Talent Cup, en julio de 2021.
En abril de 2022 publicó el libro Kabul: Huir para vivir  junto a la periodista Reyes Calvillo López. Esta obra formó parte de la Estación de las Letras de La Rinconada en la primavera de 2022. Unos meses más tarde tuvo ocasión de entrevistar a Eros Ramazzotti, uno de sus cantantes favoritos desde su juventud.
En 2024 publicó un libro a modo de ensayo, titulado El ADN que te parió, sobre diversos casos judiciales de reclamación de reconocimiento de la paternidad, entre los que se incluyen los de El Cordobés, Julio Iglesias o Samuel Eto’o.

## Obra
- Cinco años de cine (2005)
- La sonrisa del Caribe (2018)
- 7: la odisea de los títeres (2019), coautor
- Diario de un hiperinmune confinado (2020)
- Hugo Millán, la leyenda: Para seguir viviendo (2021)
- Kabul: Huir para vivir (2022), coautor
- El ADN que te parió (2024)

## Galardones
- Periodista de buena tinta, por el Colegio Profesional de Periodistas de Andalucía (2018), junto a Sonia Vela (Canal Sur).
- Premio de Comunicación, por el Centro Regional de Transfusiones Sanguíneas de Sevilla (2022).